# 趙河 (嘉靖進士)
趙河（1519年—？），字伯泓，陝西西安府長安縣人，軍籍，明朝政治人物。

## 生平
嘉靖二十二年（1543年）癸卯科陝西鄉試第二十六名。嘉靖二十九年（1550年）庚戌科進士，同年授直隸丹徒縣知縣。歷官高郵州知州、懷慶府同知。

## 家族
曾祖趙壽；祖父趙銳；父趙珊。前母孫氏；母蕭氏。慈侍下。兄洛。弟濂。